# スターリング・ブリッジの戦い
スターリング・ブリッジの戦い（スターリング・ブリッジのたたかい、英語: Battle of Stirling Bridge）は、1297年9月11日にウィリアム・ウォレス、アンドリュー・マリー率いるスコットランド軍がスコットランド総督サリー伯ジョン・ド・ワーレン率いるイングランド軍を打ち破った戦いで、第一次スコットランド独立戦争におけるスコットランドの初の大きな勝利であり、スコットランドの自信は回復し、ウィリアム・ウォレスの名声は高まった。スターリング橋の戦いともいう。

## 背景
ウィリアム・ウォレスは、1297年5月にイングランドに対して反乱を起こしてから何度かの小競り合いに勝利し、これに呼応して各地で反乱が広がっていたが、そのリーダーの1人が豊かな領土を有するサー・アンドリュー・マリーだった。総督ワーレンは、既に老齢でスコットランドの気候を嫌ってほとんどイングランドに滞在しており、これらの反乱の知らせを受けても、当初は軽視して対応が遅れたが、9月にイングランド軍を引き連れスコットランド中部に入った。これに対し、ウィリアム・ウォレスとアンドリュー・マリーの部隊は連合してスターリングの橋をはさんでイングランド軍と対峙した。

## 戦闘
イングランド軍の騎士隊750人、歩兵18000人に対しスコットランド軍は騎士隊150人、歩兵7000人と数でもイングランドが優勢だったが、ダンパーの戦いでスコットランドに大勝しているサリー伯は、兵力差以上にスコットランド軍を甘く見ており、橋は2人縦列で通る幅しかないにも拘わらず、別部隊を浅瀬から迂回させる提案を却下して、橋を渡っての進軍を命じた。
スコットランド軍はイングランド軍の先鋒が橋を渡るのを待った上で、槍で武装したスコットランド歩兵が横手から橋のたもとに突撃して、敵の先鋒と後続の連絡を遮断した。孤立したイングランド軍先鋒は、ばらばらに崩され指揮官のヒュー・ド・クレッシンガムを始め、多数が戦死した。
橋を渡っていないサリー伯の本隊は無傷であり、まだ多数の兵を擁していたが、サリー伯はそれ以上の戦いをあきらめ、橋を破壊してベリックに撤退した。

## 影響
この勝利によりウィリアム・ウォレスの名声は高まり、まもなくナイトに叙任され、「スコットランド王国の守護者及び王国軍指揮官」に任じられる。アンドリュー・マリーは、この戦いの負傷により数週間後に死亡している。イングランドに対するスコットランドの初の大きな勝利であり、スコットランドの自信の回復に寄与した。この戦い以降、イングランドに味方していたスコットランド貴族の多くが反乱側につき、イングランドは支配地の多くを失った。エドワード1世はフランスとのフランドルの戦いを中止して対応しなければならなくなり、フォールカークの戦いにつながっていく。